# Nebraska Army National Guard
La Nebraska  Army National Guard è una componente della Riserva militare della Nebraska  National Guard, inquadrata sotto la U.S. National Guard. Il suo quartier generale è situato presso la città di Lincoln.

## Organizzazione
Attualmente, al 2024, sono attivi i seguenti reparti :

### Joint Forces Headquarters
- JFHQ, Army Element
- Medical Detachment
- Recruiting & Retention Battalion
- 111th Public Affairs Detachment
- 105th Military History Team
- 1969th Contingency Contracting Team
- Detachment 1, 429th Judge Advocate Trial Defense Team
- 72nd Civil Support Team (WMD)

### 67th Maneuver Enhancent Brigade
- Headquarters & Headquarters Company
- 234th Signal Network Company - Lincoln
- 43rd Army Band
- 179th Cyber Protection Team
- 734th Combat Sustainment Support Battalion
  -  Headquarters & Headquarters Company
  - 189th Transportation Company (Medium Truck, Cargo)
  - 1075th Transportation Company (Medium Truck, Cargo)
  -  267th Support Maintenance Company  (-) - Lincoln
    - Detachment 1 - Hastings
    - Detachment 2 - Lincoln

  - 901st Quartermasters Field Feeding Platoon
- 402d Military Police Battalion (Internment and Resettlement)
  - Headquarters & Headquarters Detachment - Omaha
  -  1057th Military Police Company (-) - Chadron
    - Detachment 1 - Grand Island
    - Detachment 2 - Scottbluff

  - 192nd Military Police Detachment (Law & Order) - Nebraska City
- 126th Chemical Battalion
  - Headquarters & Headquarters Detachment - Omaha
  -  754th Chemical Company (Reconnaissance/ Decontamination) - Omaha
  - 41st Rear Operations Center - Omaha
- 128th Engineer Battalion
  -  Headquarters & Headquarters Company - Columbus
  -  Forward Support Company - Hastings
  -  623rd Engineer Company (Vertical Construction) - Wahoo
  - 755th Fire-Fighting Headquarters
    - 181st Engineer Detachment (Fire-Fighting) - Norfolk
    - 281st Engineer Detachment (Fire-Fighting)
    - 317th Engineer Detachment (Fire-Fighting) - Norfolk
    - 617th Engineer Detachment (Fire-Fighting)
- 1st Infantry Division Main Command Post - Operational Detachment

### 92nd Troop Command
- Headquarters & Headquarters Company
- 1st Battalion, 134th Cavalry Regiment - Sotto il controllo della 39th Infantry Brigade Combat Team, Arkansas Army National Guard
  -  Headquarters & Headquarters Troop - Yutan
  -  Troop A - Hastings
  -  Troop B - York
  -  Troop C - Beatrice
  -  Company D (Forward Support) , 39th Brigade Support Battalion - Lincoln
  - Detachment 3, HHB, 1-206th Field Artillery Regiment
- 2nd Battalion, 134th Infantry Regiment (Airborne) - Sotto il controllo della 45th Infantry Brigade Combat Team, Oklahoma Army National Guard
  -  Headquarters & Headquarters Company - Yutan
  -  Company A
  -  Company B
  - Company C - Indiana Army National Guard
  -  Company D
  -  Company I (Forward Support), 700th Brigade Support Battalion
- Aviation Support Facility #1 - Lincoln Municipal Airport
- Aviation Support Facility #2 - Central Nebraska Regional Airport, Grand Island
- 1st Battalion, 376th Aviation Regiment (Security & Support) - Sotto il controllo operativo della Combat Aviation Brigade, 35th Infantry Division, Missouri Army National Guard
  -  Headquarters & Headquarters Company
  -  Company A (-) - Grand Island - Equipaggiato con 4 UH-72A 
  - Company B (-) - Missouri Army National Guard
  - Company C (-) - Kentucky Army National Guard
  -  Company D (-) - Grand Island - Equipaggiato con 4 UH-72A
- Company B (-), 2nd Battalion, 135th Aviation Regiment (General Support) - Grand Island - Equipaggiato con 6 CH-47F 
  - Detachment 1, HHC, 2nd Battalion, 135th Aviation Regiment (General Support) - Grand Island
  - Detachment 1, Company D, 2nd Battalion, 135th Aviation Regiment (General Support) - Grand Island
  - Detachment 1, Company E, 2nd Battalion, 135th Aviation Regiment (General Support) - Grand Island
- Company G (MEDEVAC) (-), 2nd Battalion, 104th Aviation Regiment - Lincoln MAP - Equipaggiato con 4 HH-60L
- Detachment 1, Company A, 2nd Battalion, 641st Aviation Regiment (Fixed Wing) - Lincoln MAP - Equipaggiato con 1 C-12U
- Detachment 43, Operation Support Airlift Command
- Detachment 4, Company B (AVIM), 640th Aviation Support Battalion

### 209th Regiment, Regional Training Institute
- 1st Battalion
- 2nd Battalion
- 3rd Battalion